# نو مور هيروز
لا مزيد من الأبطال (بالإنجليزية: No More Heroes)‏ هي لعبة فيديو من نوع أكشن-مغامرات، صدرت في 6 ديسمبر 2007، وهي متوفرة على أجهزة وي. اللعبة من تطوير جراسهوبر مانيوفاكتور.

## وصلات خارجية
- نو مور هيروز على موقع IMDb (الإنجليزية)

- الموقع الرسمي